# Donkey Kong (Arcade)
Donkey Kong (jap. ドンキーコング, Hepburn: Donkī Kongu) ist ein Jump-’n’-Run-Videospiel, das zuerst als Spielhallenautomat (Arcade-Spiel) 1981 erschien. Unter Federführung von Shigeru Miyamoto und Gunpei Yokoi entwickelte es das Unternehmen Ikegami Tsūshinki für Nintendo. Der Spieler schlüpft in die Rolle des Tischlers Jumpman, der seine Freundin aus den Fängen des Gorillas Donkey Kong befreien muss.
Das Spiel ist der erste Ableger einer dreiteiligen Reihe von Arcade-Spielen: Mit Donkey Kong Jr. erschien 1982 der zweite Teil, mit Donkey Kong 3 1983 der dritte.
Der mit ungefähr 60.000 in den USA verkauften Automaten große kommerzielle Erfolg des Spiels trug zur Festigung der Marktmacht von Nintendo bei. Wenige Monate nach Veröffentlichung des Spielhallenautomaten folgten bereits viele Portierungen und Weiterentwicklungen für Videospielkonsolen und Heimcomputer. Darunter befanden sich auch Fälschungen, gegen die Nintendo rechtlich vorging. Anfang der 1980er-Jahre war das Unternehmen in einen Rechtsstreit um die Besitzrechte am Quellcode und wegen Ähnlichkeiten zu King Kong verwickelt.
Donkey Kong ist der Begründer des Jump-’n’-Run-Genres und zählt zu den beliebtesten Arcade-Spielen der 1980er-Jahre. Außerdem prägte es die Geschichtenerzählung in Videospielen. Aus den Nachfolgespielen entwickelte sich die Super-Mario-Reihe.

## Spielbeschreibung

### Spielprinzip
Das Spielgeschehen wird in Donkey Kong zweidimensional in der Seitenansicht dargestellt. Der Spieler übernimmt die Rolle des Jumpman (auch マリオ Mario genannt) und muss in den einzelnen Spielstufen das jeweilige Ziel erreichen. Er weicht von Donkey Kong gestellten Fallen aus und überwindet den mit Hindernissen gespickten Weg. Um dies zu bewältigen, kann Jumpman nicht nur seitwärts laufen und vertikal Leitern hinaufklettern, sondern auch springen. Jumpman hat drei Leben. Er verliert eines, wenn er von einer zu großen Höhe hinunterfällt, von einem Gegner berührt wird oder die Zeit abläuft. Nach Verlust aller Leben ist der Spieler gescheitert.
In Donkey Kong können durch bestimmte Aktionen Punkte erlangt werden. Zusätzlich erhält man Punkte je nachdem, wie viel Zeit bei Abschluss einer Stufe noch übrig ist. In jeder der vier Stufen sind außerdem Paulines (auch nur レディ Redi bzw. Lady „Dame“ genannt) Schirm, Hut und Geldbörse verstreut. Indem der Spieler diese Gegenstände, sogenannte Items, einsammelt, erlangt er Bonuspunkte. Ein weiteres Item ist der Hammer, von dem zwei pro Stufe zur Verfügung stehen. Wenn Jumpman einen Hammer einsammelt, ist er für einige Sekunden unverwundbar und besiegt alle Gegner, die ihn berühren, ist aber beschränkt bewegungsfähig.

### Figuren und Vorgeschichte
Protagonist von Donkey Kong ist Jumpman, ein durchschnittlicher Mensch, kein Held. Äußerlich zeichnet er sich durch große Augen, einen Schnurrbart und eine rote Mütze aus, außerdem trägt er eine rote Latzhose über blauem Hemd. Er arbeitet als Tischler und hat sich den Gorilla Donkey Kong als Haustier zugelegt. Donkey Kong ist zwar nicht bösen Gemütes, fühlt sich aber erniedrigt, weil er einer durchschnittlichen Person untergeordnet ist. Deswegen bricht er aus und nimmt Pauline, die hübsche Freundin des Wärters, als Geisel. Er versteckt sich mit ihr auf einer Baustelle.

### Spiel- und Handlungsablauf
Nachdem in den Arcade-Automaten eine Münze eingeworfen wurde, erscheint der Titelbildschirm. Wird dieser mit der Taste Start bestätigt, so beginnt eine Filmsequenz. Diese zeigt, wie Donkey Kong mit Pauline über der Schulter auf zwei Leitern ein Gerüst hinaufklettert. Oben angekommen bugsiert er Pauline auf eine noch höhere Plattform und springt stampfend zur Seite, sodass die Stahlträger sich verbiegen. Als Nächstes grinst er tückisch.
Nach der Sequenz folgt ein Bildschirm, der den Spieler informiert, das Spiel werde nun starten. Mit den Worten HOW HIGH CAN YOU GET? (deutsch: Wie hoch kannst du es schaffen?) wird das Ziel des Spiels veranschaulicht: die Stufenspitze erreichen. Anschließend beginnt der eigentliche Spielverlauf mit der ersten Stufe.
Die erste Stufe, 25 m findet an dem Ort statt, an dem schon die Eingangssequenz handelte. Die zwei Leitern, mit denen Donkey Kong hinaufgeklettert war, sind nun in kleine Teile gespalten, durch die Jumpman auf höhere Etagen gelangen kann. Pauline steht auf der obersten Plattform und schreit, durch eine Sprechblase visualisiert, Help! (deutsch Hilfe!). Jumpman will seine Freundin retten. Der Gorilla aber versucht ihn aufzuhalten, indem er mit Fässern wirft, die über die Stahlträger und manchmal über die Leitern nach unten rollen, und Feuer. Jumpman muss nun das Gerüst aus Stahlträgern und Leitern des nicht fertiggestellten Gebäudes erklimmen, um Pauline zu befreien. Jumpman darf mit diesen Hindernissen nicht in Berührung kommen. Er kann nur durch Springen ausweichen.
Schließlich erreicht Jumpman die oberste Plattform und er und Pauline sind wieder vereint – ein Herz erscheint über beiden. Donkey Kong aber gibt nicht auf und schnappt sich Pauline erneut. Er klettert mit ihr höher. Die nächste Stufe 100 m spielt sich auf der Spitze des Hochhauses ab. In dieser Stufe sind die Stahlträger blau anstatt rot. Ziel ist es hier nicht, oben anzukommen, sondern es müssen die acht gelben Nieten des Gerüsts entfernt werden, indem Jumpman über sie läuft oder springt. Donkey Kong wirft hier keine Fässer, dafür wird Jumpman von Flammen verfolgt. Jumpman gelingt es schlussendlich, das Gebäude einstürzen zu lassen. Der Gorilla fällt kopfüber nach unten und Jumpman und Pauline sind wieder vereint. Diese letzte Animation stellt das Ende der Geschichte dar.

### Levelabfolge
Nachdem das Spiel wie beschrieben abgelaufen ist, startet es neu. Die weiteren Spieldurchgänge enthalten zwei neue Stufen, die dem Zweck dienen, das Spiel länger und schwieriger zu machen. Neue Zwischenanimationen kommen nicht hinzu. Die eine neue Stufe, 50 m, wird als Zement-Fabrik bezeichnet, nach den dortigen Zementbehältern, die als Hindernisse dienen. Hier befinden sich Förderbänder, auf denen Zementbehälter und Feuerbälle eine Gefahr darstellen. Ferner bewegen sich die Leitern auf und ab. Die nächste Zusatzstufe 75 m beinhaltet kleine Plattformen und Aufzüge. Hier wirft Donkey Kong Teile von Stahlträgern, die zunächst springen und dann hinunterfallen. Ihre Bewegungen folgen einem bestimmten Schema; Jumpman darf nicht getroffen werden.
Erst, wenn der Spieler alle Versuche verbraucht hat, endet das Spiel. Durch einen Programmierfehler kann der 22. Durchlauf nicht bestanden werden, sodass das Spiel spätestens hier endet. Die Stufen innerhalb der Durchgänge folgen einer gewissen Reihenfolge. Dabei unterscheidet sich die amerikanische Stufenabfolge von der in der japanischen Fassung. Die Abfolgen stellt die folgende Tabelle dar:
| Durchgang | Stufenabfolge (amerikanische Fassung) | Stufenabfolge (japanische Fassung) |
| --------- | ------------------------------------- | ---------------------------------- |
| 1         | 25 m, 100 m                           | 25 m, 50 m, 75 m, 100 m            |
| 2         | 25 m, 75 m, 100 m                     | 25 m, 50 m, 75 m, 100 m            |
| 3         | 25 m, 50 m, 75 m, 100 m               | 25 m, 50 m, 75 m, 100 m            |
| 4         | 25 m, 50 m, 25 m, 75 m, 100 m         | 25 m, 50 m, 75 m, 100 m            |
| 5–21      | 25 m, 50 m, 25 m, 75 m, 25 m, 100 m   | 25 m, 50 m, 75 m, 100 m            |

## Aufbau und Varianten des Automaten

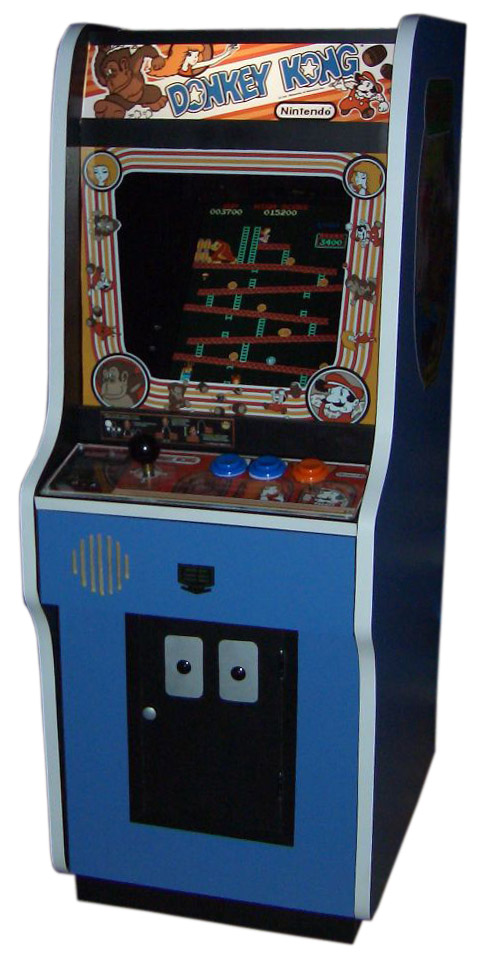
Spielhallen-Standmodell

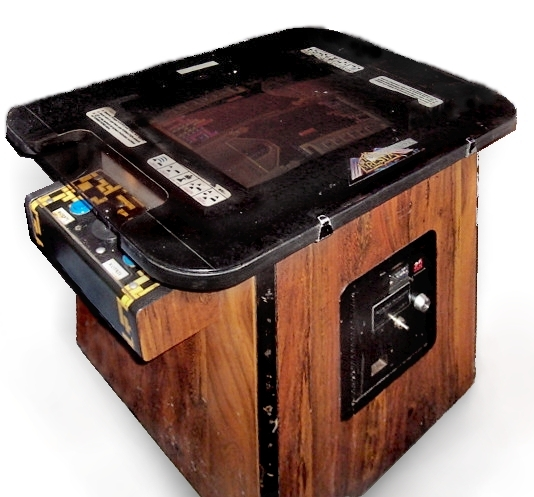
Donkey Kong war unter anderem als Cocktail-Tisch erhältlich.

Das Arcade-Spiel Donkey Kong wurde in drei verschiedenen Gehäusevarianten angeboten: Spielhallen-Standmodell (englisch Upright Cabinet), Cocktail-Tisch und Mini Cabinet. Den Großteil der Produktion bilden die Standmodelle, deren Seitenwände und Front anfänglich in roter und danach in hellblauer Farbe gehalten wurden. Weitere, verkleinerte Bauarten sind der Cocktail-Tisch, der im Sitzen bedient werden kann, und das von Nintendo in wesentlich kleineren Stückzahlen produzierte Mini Cabinet.
In den häufig aus Holzspanplatten bestehenden Gehäusen aller Bauarten sind das Netzteil, die Bedienleiste mit 4-Wege-Joystick und drei Tasten, der Münzprüfer, die Anzeigeeinheit sowie diverse Computerplatinen und weitere Ansteuerungselektronik untergebracht. Auf der Hauptcomputerplatine (englisch Mainboard) ist in beiden erschienenen Revisionen jeweils ein mit 3,072 MHz getakteter Zilog-Z80-Mikroprozessor als zentrale elektronische Verarbeitungseinheit verbaut. Zudem finden sich dort die eigentliche Spielesoftware enthaltenden ROM-Speicherbausteine und ein Koprozessor für die synthetische Klangerzeugung. Durch auf der Platine befindliche DIP-Schalter lassen sich die Anzahl der dem Spieler zur Verfügung stehenden Versuche von 3 bis 6, Punktestände für zu erreichende Boni (7000, 10000, 15000, 20000) oder Freispiele von 1 bis 4 vom Automatenbetreiber einstellen.
Zur Darstellung der von der Platine bereitgestellten Rastergrafik mit einer Auflösung von 224 × 256 Punkten bei 256 möglichen Farben kommt ein Röhrenmonitor zum Einsatz, dessen Bildwiederholfrequenz bei etwa 60 Hz liegt.

## Hintergrund, Entwicklung und Veröffentlichung
Handlung, Spielprinzip, Design und Sound für Donkey Kong entstanden innerhalb der Entwicklungsabteilung Nintendo Research & Development 1 (R&D1). Das Entwicklerteam bestand im Wesentlichen aus dem Designer Shigeru Miyamoto (* 1952) und dem Produzenten Gunpei Yokoi (1941–1997), Miyamotos damaliger Mentor und Abteilungsleiter. Die Programmierung und Herstellung nahm das externe Unternehmen Ikegami Tsūshinki vor. Vier Programmierer waren für Donkey Kong zuständig, weiter umfasste das Entwicklerteam noch zwei Komponisten.

### Vorgeschichte

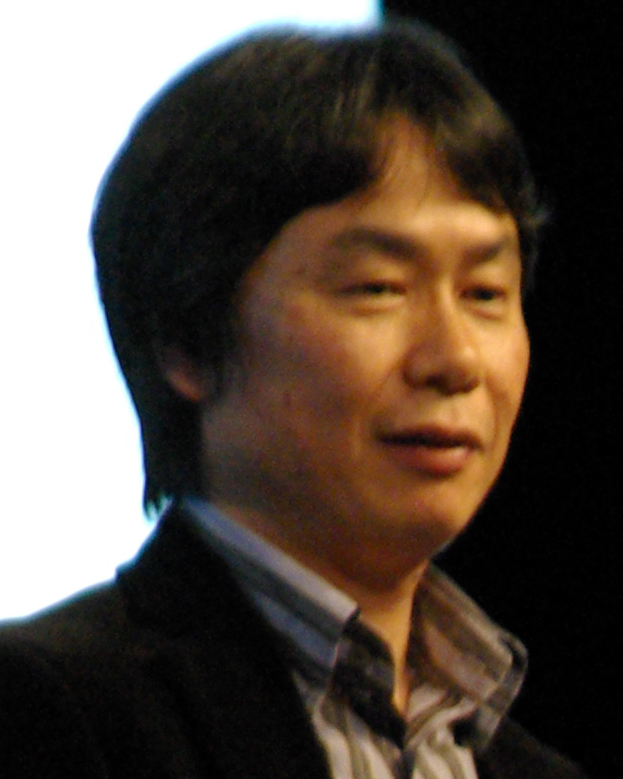
Donkey Kong war das erste Projekt mit Shigeru Miyamotos Verantwortung.

Nintendo war seit 1889 japanischer Spielkartenhersteller. Jahrzehnte später versuchte das Unternehmen durch neue Angebote wie Instant-Reis oder Liebes-Hotels zu expandieren. Folgend versuchte man auch in den 1970er-Jahren, vom aufstrebenden Geschäft der elektronischen Unterhaltung zu profitieren. Dieser Schritt ist hauptsächlich auf Gunpei Yokoi zurückzuführen. Yokoi leitete damals die R&D1. Ende der 1970er-Jahre stieg das Unternehmen in den Arcade-Markt ein. Eines der ersten Arcade-Spiele von Nintendo, Radar Scope, war in Japan sehr populär.
Um im aufsteigenden Geschäft mit Arcade-Spielen auch auf dem US-Markt Fuß zu fassen, wurde im April 1980 die Niederlassung Nintendo of America (NoA) gegründet, die ab Dezember Arcade-Automaten auslieferte. Die Leitung hatte Minoru Arakawa inne, der Schwiegersohn des damaligen Nintendo-Präsidenten Hiroshi Yamauchi. Der erhoffte Erfolg blieb dabei zunächst aus. Von insgesamt 3000 Radar-Scope-Automaten konnte NoA nur 1000 Geräte absetzen. Durch diesen Misserfolg stand die Filiale vor dem finanziellen Ruin. Die einzige Möglichkeit war, für die 2000 übrigen Automaten ein beliebteres Spiel zu konzipieren und die Geräte zu konvertieren.
Der Auftrag für ein entsprechendes Videospiel ging an Shigeru Miyamoto, da die anderen damaligen Designer ausgelastet waren. Miyamoto war 1977 im Alter von 24 Jahren als Industriedesigner zu Nintendo gekommen. Dies verdankte er seinem Vater, der mit Yamauchi befreundet war. Miyamoto gestaltete zunächst Artworks für Automatengehäuse. Wahrscheinlich im März 1981 beauftragte ihn Yamauchi mit einem neuen Spiel, das auf den Radar-Scope-Automaten läuft, um so die übrigen Einheiten in den USA verkaufen zu können.
In der damaligen Zeit wurden Videospiele meist von einer einzigen Person entwickelt, die nicht nur programmieren, sondern auch gestalten musste. Umgekehrt hatte Miyamoto keine Erfahrung mit Programmierung, sondern war ausschließlich Designer. Da er zuvor für kein eigenes Projekt zuständig war, arbeitete Gunpei Yokoi mit ihm zusammen. Miyamoto entschied, das Konzept von Radar Scope zu verwerfen und stattdessen ein von Grund auf neues Spiel zu entwickeln.

### Konzeption und Gestaltung der Charaktere

Ursprünglich waren für das Spiel Charaktere aus Popeye vorgesehen.

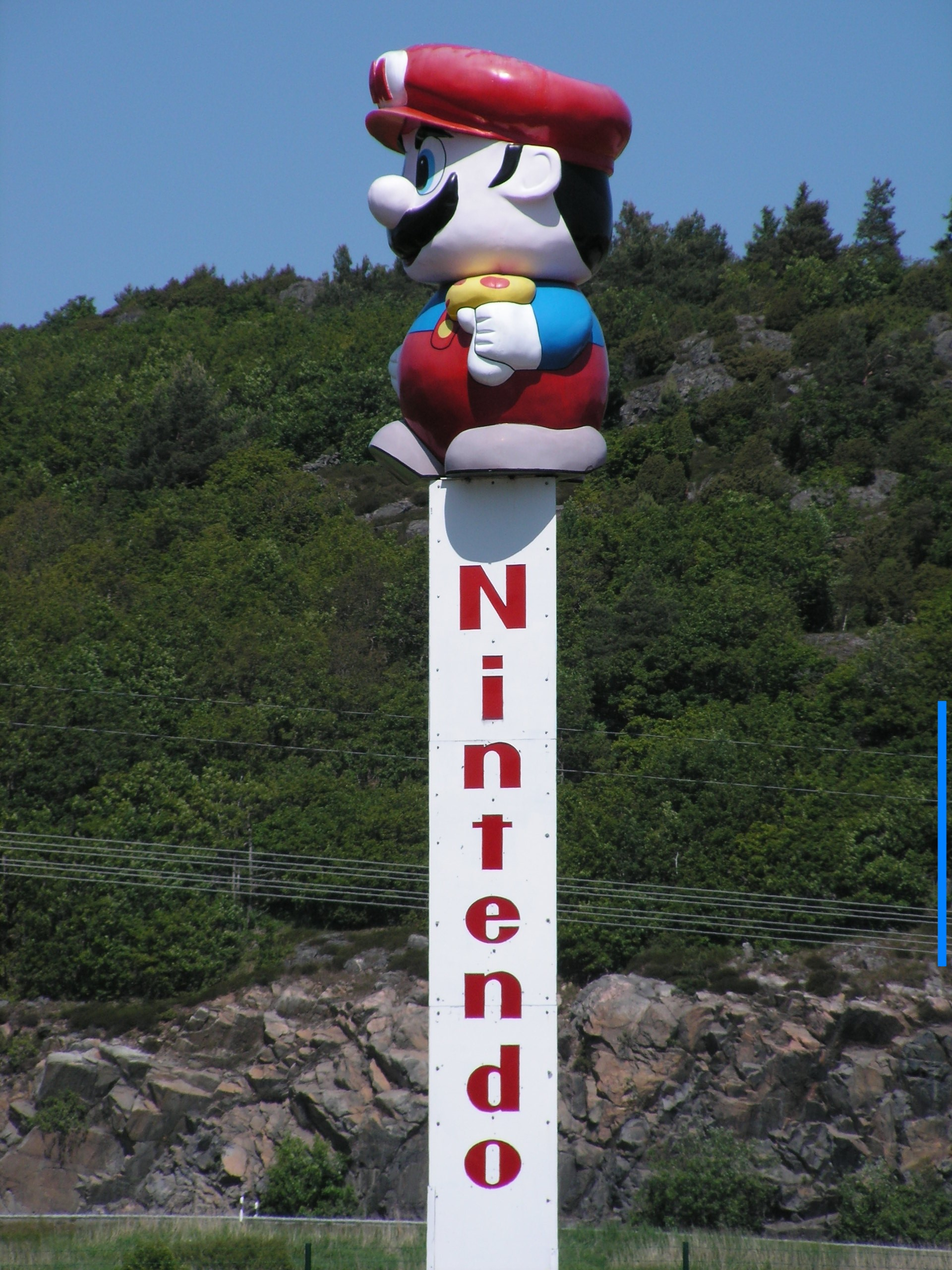
Mario-Statue bei Nintendos schwedischer Niederlassung in Kungsbacka (entspricht der Gestaltung Marios in Super Mario Bros.)

Protagonist des neuen Spiels sollte zunächst Popeye werden. Miyamoto konzipierte eine Hintergrundgeschichte, in der Olive Oyl von Popeyes Rivalen Bluto entführt wurde. Darauf sollte der Matrose zur Rettung einschreiten. Auf dem Weg zu Olive Oyl musste er Hindernisse überwinden und im Kampf gegen Bluto durch Spinat gestärkt werden. Weil es Nintendo aber letztlich nicht gelang, die Lizenz zu erhalten, musste Miyamoto eigene Figuren für sein Spiel kreieren.
Schließlich erschuf Miyamoto eine Handlung, die Grundzüge von klassischen Erzählungen wie Die Schöne und das Biest und King Kong enthält. Mit dem Gorilla Donkey Kong konzipierte er einen Antagonisten, der jedoch nicht böser Gesinnung sein soll. Olive Oyl wurde in der neuen Handlung schlicht zur Lady. Als Protagonisten und Ersatz für Popeye schuf Miyamoto Jumpman. Jumpman verfügt über keine besonderen Fähigkeiten; ganz bewusst entschied sich Miyamoto gegen einen coolen, übermenschlichen Protagonisten, um dem Spieler ausreichende Identifikationsmöglichkeiten zu geben. Das Konzept des schwachen und durchschnittlichen Mannes, der großen Gefahren trotzen muss, ist in der japanischen Kultur recht verbreitet.
Bei der grafischen Gestaltung seiner Figuren waren Miyamoto durch die Beschränkungen der Arcade-Technik enge Grenzen gesetzt, was am Beispiel Jumpmans deutlich wird. Das Gesicht des Klempners besteht aus Nase, zwei Augen und Kinn, allerdings ist kein Mund gezeichnet, sondern ein Schnauzbart. Jumpman trägt eine Mütze auf dem Kopf, sodass keine Haare zu erkennen sind, weil diese mit der Hardware nicht darzustellen gewesen wären. Die Farbe von Jumpmans Latzhose soll ihn besser erkennbar machen, während er läuft und springt. Die dabei hin und her schwingenden Arme sind wegen der weißen Handschuhe deutlich erkennbar.

### Konzeption des Spielprinzips
Im Anschluss an die Handlungskonzeption stellte Miyamoto das eigentliche Spielprinzip zusammen. Er analysierte zunächst andere Arcade-Spiele, um zu ermitteln, welche Elemente für Spielspaß sorgen. Mit Yokoi tauschte er sich aus und plante Spielkonzepte. Wegen der schwachen Hardware konnten viele Ideen aber nicht realisiert werden. Beispielsweise schlug Yokoi vor, eine Wippe in das Spiel einzubinden – die Rechenleistung der Hardware ermöglichte dies jedoch nicht. Um den Automaten nicht zu überfordern, mussten die Entwickler simplere Elemente einbauen. Auf Miyamotos Idee entstand ein Prototyp, bei dem Fässer ein Gerüst hinunterrollen. Leitern verbanden das Gerüst miteinander und eine Spielfigur musste das Gerüst passieren. Um nicht von den Fässern getroffen zu werden, musste die Figur auf die Leitern klettern.
Miyamotos Konzept wurde weiter ausgebaut. Es beanspruchte zwar den Joystick der vorliegenden Automaten, diese verfügten aber noch über eine zusätzliche Taste. Die beiden Entwickler bauten für die Taste eine Sprungfunktion ein. Damit lösten sie auch ein spieldesigntechnisches Problem, denn hätte die Spielfigur den Fässern nur durch Klettern ausweichen können, wäre das Spiel zu schwer geworden. Nun konnte die Figur direkt über Hindernisse springen, außerdem waren damit weitere Konzepte möglich, wie auf- und absteigende Plattformen zu überqueren.
Ursprünglich sollten die vier Stufen des Spiels mittels Scrolling miteinander verbunden werden. Die verwendete Hardware aber ließ dies nicht zu, sodass vier voneinander unabhängige Level entstanden. Die Programmierer verstanden diese Struktur zunächst nicht, sondern dachten, man solle vier eigenständige Spiele herstellen.
Für die Soundeffekte des Spiels war der R&D1-Komponist Hirokazu Tanaka zuständig. Die kurzen, einfachen Hintergrundmelodien in Donkey Kong werden von einigen Quellen Yukio Kaneoka zugeschrieben. Anderen Quellen zufolge sollen die Stücke von Miyamoto selbst auf einem Keyboard komponiert worden sein. Im Mai 2013 bestätigte Miyamoto, die Musik in Donkey Kong selber komponiert zu haben.

### Programmierung und Herstellung

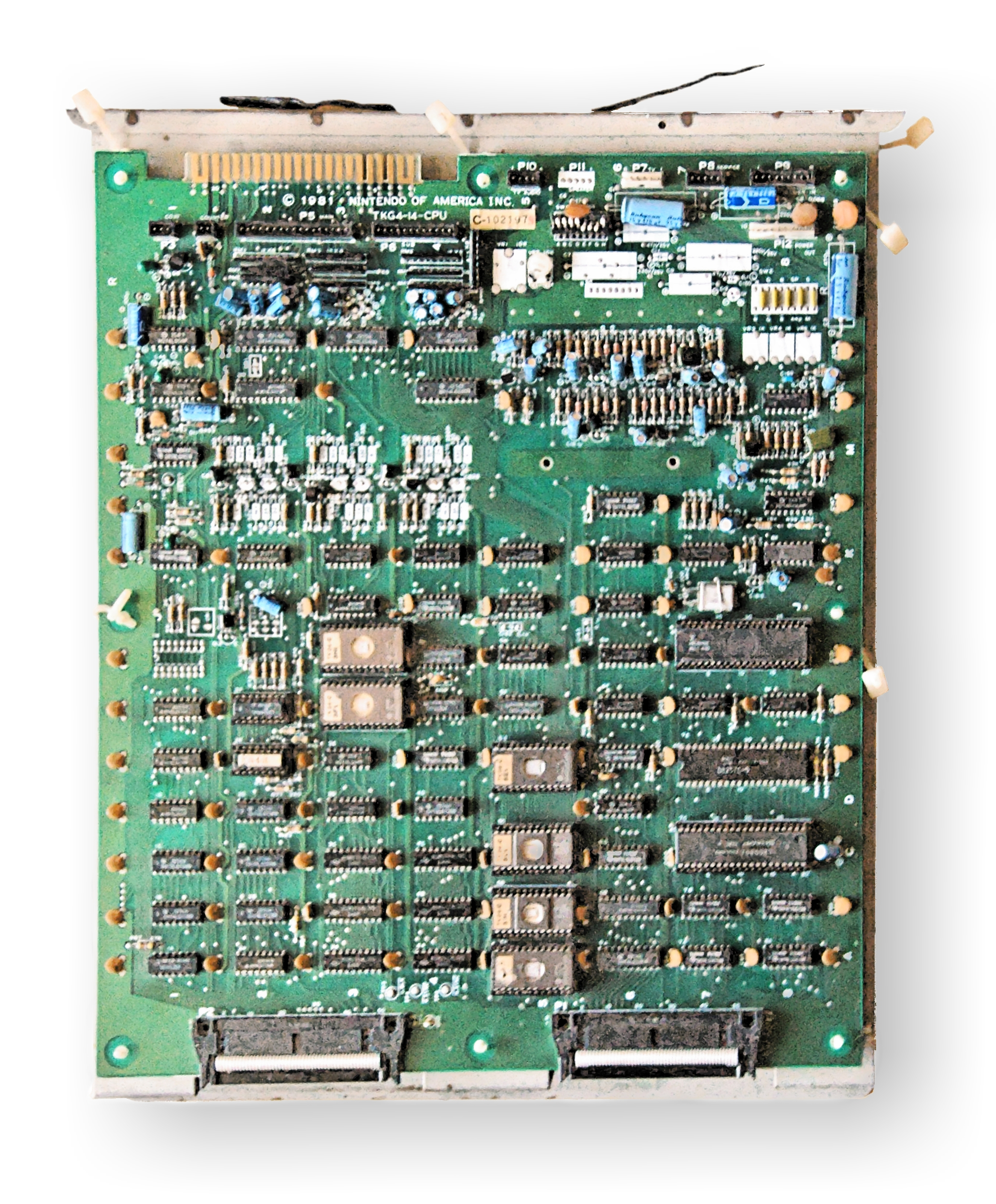
Hauptplatine eines Donkey-Kong-Automaten

Der Programmcode des fertigen Spiels belegt etwa 20 kB-ROM-Speicherplatz und wurde von vier Programmierern geschrieben.
Weil R&D1 damals noch nicht die nötigen Ressourcen hatte, um eigenständig programmieren zu können, fungierte das Unternehmen Ikegami Tsūshinki als Programmierer. Ikegami stellt heute Rundfunk-, Video- und Fernseh-Ausrüstung her. In den späten 1970er- und frühen 1980er-Jahren operierte das Unternehmen noch als Schattenentwickler, das heißt, dass es Spiele entwickelte, ohne seine Beteiligung offen zu erwähnen. Häufig versteckten solche Schattenentwickler Hinweise auf ihre Programmiertätigkeit nur im Quelltext, denn ein Abspann, der die Namen der Entwickler aufzählte, war damals nicht üblich.
Nachdem Miyamoto und Yokoi Handlung und Spielfiguren entworfen sowie Spielmechaniken erdacht hatten, schloss Nintendo im April 1981 einen Vertrag mit Ikegami Tsūshinki. Dieser sah vor, dass Ikegami das Spiel programmierte, die Mainboards produzierte und diese dann an Nintendo verkaufte. Laut Vertrag sollte Ikegami 8000 Mainboards für je 70.000 Yen produzieren. Für diese Zusammenarbeit zahlte Nintendo etwa 10 Millionen Yen (umgerechnet ungefähr 100.000 $).

### Namensgebung und Lokalisierung
Ursprünglich sollte der Protagonist des Spiels als Namen den japanischen Ausdruck „Ossan“ tragen, der sich etwa mit „mittelalte Person“ übersetzen lässt. Danach wollte Miyamoto seine Figur in Mr. Video umtaufen und in weiteren Spielen auftauchen lassen. Schließlich wurde der Tischler „Jumpman“ getauft – inspiriert durch die Namen „Pac-Man“ und „Walk-Man“.
Über die Entstehung des kuriosen Namens „Donkey Kong“ („donkey“ = „Esel“) gibt es mehrere Legenden. Einer zufolge hat Miyamoto, der damals kaum Englisch sprechen konnte, nach einer englischsprachigen Entsprechung für „sturer Affe“ gesucht. In einem Japanisch-Englisch-Wörterbuch soll er mit „Donkey“ eine Äquivalente für „stur“ entdeckt haben; „Kong“ wurde in Japan generell mit Gorillas in Verbindung gesetzt. Diese Legende wurde durch Miyamoto selbst in Interviews bestätigt. Eine andere behauptet, dass ursprünglich der Name Monkey Kong vorgesehen war („monkey“ = „Affe“), durch einen Fehler bei der Übersetzung oder aber durch fehlerhafte Kommunikation soll daraus „Donkey Kong“ entstanden sein.
Weshalb das Spiel nicht nach dem Protagonisten, sondern nach dessen Gegenspieler benannt ist, erklärt Miyamoto damit, es sei am besten gewesen, mit Donkey Kong die Figur mit dem am stärksten ausgearbeiteten Charakter als Titelgeber zu wählen.
Donkey Kong war mit dem US-Markt in Gedanken entwickelt worden, weshalb es für die US-Veröffentlichung nicht übersetzt und lokalisiert werden musste. Da NoA die Spielhandlung auf dem Automaten abdrucken wollte und nach neuen Namen für Jumpman und die Lady suchte, wurden diese umbenannt. Der Protagonist der US-amerikanischen Fassung erhielt den Namen Mario. Dieser Name geht auf den italienischen Vermieter der Niederlassung von NoA zurück, Mario Segale, bei dem die Filiale damals in Schulden stand. Die entführte Freundin hört in der amerikanischen Veröffentlichung auf den Namen Pauline. Pate für den Namen soll die Frau des Nintendo-Mitarbeiters Don Jamens gewesen sein, die tatsächlich aber Polly heißen soll.

### Veröffentlichung
Die Mitarbeiter von NoA betrachteten das fertige Spiel äußerst skeptisch. Ihnen missfielen der Name und das unkonventionelle Spielprinzip. Man hielt ein Spiel der damaligen Genres wie Shoot ’em up oder Maze für kommerziell erfolgversprechender. Die Filiale hatte Hoffnungen auf das Spiel gesetzt, ihre finanziellen Probleme zu lösen. Yamauchi war trotz allem vom Erfolg des Spiels überzeugt. In einem Telefonat mit Arakawa meinte er, Donkey Kong ermögliche Nintendo, endgültig in den USA Fuß zu fassen. Arakawa zeigte sich nicht derart überzeugt. Er bat Yamauchi, das Spiel umbenennen zu dürfen, was sein Schwiegervater aber ablehnte.
Ein erster Testlauf mit Automaten in zwei Bars, eine in der Nähe von Nintendos Hauptquartier in den USA und eine nahe der University of Washington, fiel positiv aus. Die Manager der Bars forderten weitere Automaten an, nachdem eine Woche lang jeden Tag etwa 30 $ eingenommen wurden. So entschloss sich NoA zur Veröffentlichung. Die US-amerikanischen Mitarbeiter erhielten die Bauteile für Donkey-Kong-Automaten aus Japan und bauten sie eigenhändig zusammen. Donkey Kong wurde in Japan durch Nintendo, in den USA durch NoA veröffentlicht. Verkauft wurde es vermutlich in Japan ab dem 9. Juli 1981, in den USA ebenfalls seit Juli. Diese Daten sind umstritten.
Als Donkey Kong nach kurzer Zeit äußerste Popularität genoss, wollte Taito, das Unternehmen hinter Space Invaders, die Rechte an Donkey Kong für eine hohe Summe abkaufen. Das Angebot richtete sich an Arakawa, dessen Mitarbeiter einverstanden waren. Yamauchi hielt es für besser, die Rechte nicht abzugeben, ließ Arakawa aber die freie Entscheidung. Dieser lehnte schließlich ab.

## Wirtschaftlicher Erfolg und Merchandising
Donkey Kong wurde rasch zu einem kommerziellen Erfolg, es war sowohl in Japan als auch in den USA wirtschaftlich äußerst erfolgreich. Nachdem die 2000 Radar-Scope-Automaten aufgebraucht waren, wurden neue Geräte direkt vor Ort von etwa 25 NoA-Mitarbeitern zusammengebaut. Diese Anzahl stieg auf bald 125 Mitarbeiter, die pro Tag 250 Automaten zusammensetzten. Allein im Oktober 1981 verkaufte es sich 4000 Mal in den USA. Teilweise erzielte der Automat höhere Nachfragen als Space Invaders oder Pac-Man. Letztlich wurden ungefähr 60.000 Automaten abgesetzt. Durch den Verkauf dieser Automaten erzielte NoA einen Umsatz von 180 Millionen US-Dollar, den Löwenanteil von 100 Millionen davon bereits 1981.
Explizite Verkaufszahlen für den japanischen Markt liegen hingegen nicht vor. Der japanische Videospielhistoriker Masumi Akagi spricht von insgesamt fast 100.000 verkauften Einheiten, demnach wurden in Japan 40.000 Automaten ausgeliefert.
Die Marketingkampagne in den USA hat bis 1982 ein Budget von einer Million US-Dollar beansprucht. Nintendo ließ tausende Broschüren drucken, bewarb das Spiel in Fachzeitschriften und stellte es auf Messen vor. Auch entstanden Werbeartikel wie Donkey-Kong-T-Shirts. Mehr als 50 Firmen wurden zu Lizenznehmern von Charakter und Namen „Donkey Kong“. Sie stellten Merchandising-Produkte wie Cornflakesschachteln oder Brettspiele her. Es entstand auch eine Cartoonshow. Die Einnahmen durch Lizenzgebühren betrugen ungefähr 8,5 Millionen US-Dollar. Das gesamte Donkey-Kong-Franchise hat Nintendo bis 1983 insgesamt 280 Millionen US-Dollar eingebracht.

## Rezeption

### Kritik/Reaktionen
Da zur Zeit von Donkey Kong der Computerspielejournalismus noch nicht etabliert war, gibt es keine kritischen Spielrezensionen unmittelbar nach der Veröffentlichung des Automaten. Stattdessen existieren einige retrospektive Kritiken. 25 Jahre nach der Veröffentlichung, 2006, äußerte der IGN-Reporter Lucas M. Thomas, das Spiel sei eine großartige, nostalgische Erfahrung und mache noch viel Spaß: „[…] man kann die Vorzüglichkeit von Miyamotos frühem Werk in den kleinsten Details durchschimmern sehen.“
1982 bezeichnete Steve Bloom Donkey Kong in seinem Buch Video Invaders als weiteres seltsames Cartoon-Spiel aus Japan. Electronic Games, die erste US-amerikanische Videospielzeitschrift, zeichnete Donkey Kong im Januar 1983 bei den Videospielawards 1982 mit der Certificate of Merit in der Kategorie bestes Arcade-Spiel aus. In der Form der ColecoVision-Portierung wurde das Spiel außerdem in der Kategorie bestes Solo-Spiel des Jahres geehrt. In von dem Magazin geführten Beliebtheits-Umfragen befand sich Donkey Kong mehrere Male an erster Stelle.
Die Website metacritic.com stufte Donkey Kong auf Platz 14 der besten Mario-Spiele ein. 2007 fand das Spiel Eingang in IGNs Hall of Fame der Videospiele. Auf der 1up.com-Liste der 200 besten Videospiele ihrer Zeit befindet sich Donkey Kong auf Platz 15. Angeführt wird dort ein Zitat Miyamotos: „Wenn Donkey Kong nicht gewesen wäre, würde ich heute in einer anderen Welt leben. Ich weiß nicht, ob diese Welt besser oder schlechter wäre, aber ich bin gern von Donkey Kong und Mario und Pikmin und meinen anderen Freunden umgeben.“

### Kultureller Einfluss
Der Soundtrack von Donkey Kong wurde in seiner Originalfassung in Japan Anfang Januar 2004 mit anderen Spielsoundtracks auf dem Album Famicom 20th Anniversary Original Sound Tracks Vol.1 kommerziell veröffentlicht, Ende April des Jahres erschien der Soundtrack auf einem eigenen Album. Auch in der US-amerikanischen Popkultur hat Donkey Kong Spuren hinterlassen. Beispielsweise erschien 1982 die Single Do The Donkey Kong im Album Pac-Man Fever des Duos Buckner & Garcia. In Fernsehserien wie Die Simpsons oder Futurama tauchten Parodien auf das Spiel in Form eines Cameo-Auftrittes auf.

### Einfluss auf die Videospielgeschichte

#### Innovation des Spielprinzips

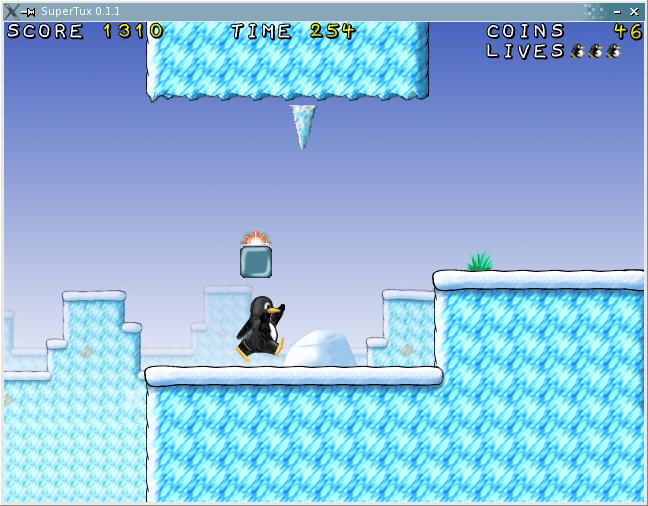
Donkey Kong begründete das Videospielgenre Jump ’n’ Run. Beispielhaft ist das 2D-Jump-’n’-Run SuperTux (2003) dargestellt.

Der Videospielhistoriker Chris Kohler vergleicht die Videospielära um den Beginn der 1980er-Jahre mit den Anfängen der Filmindustrie: Ständig wurden neue Genres geschaffen. Besonders populär wurden Spiele wie Pong, Space Invaders und schließlich Pac-Man. Wegen des großen Erfolges dieser Genrevertreter wurden die dahinterstehenden Konzepte oft kopiert. In diesem Kontext besaß Donkey Kong ein frisches und unverbrauchtes Spielprinzip.
Das Spielprinzip von Donkey Kong ist durch die Grundaktionen Laufen und Springen gekennzeichnet. Die Idee, von einer Plattform auf eine andere zu springen, stellte damals eine Innovation dar. Diesem Prinzip folgend entstand ein ganzes Videospielgenre namens Jump ’n’ Run.
Auch spätere Jump ’n' Runs orientieren sich am Kernprinzip von Donkey Kong: Eine Figur springt in zweidimensionaler Ansicht über horizontale Plattformen, weicht Gegnern aus und sammelt stärkende Gegenstände ein. Das Genre wurde später stark durch die Super-Mario-Reihe geprägt.
Abseits der Genregründung setzte Donkey Kong weitere Meilensteine:

“Miyamoto’s first game changed the world, because it simultaneously broke new ground in nearly every area possible: character, game play, music, graphics, narrative, and cinematic.”

„Miyamotos erstes Spiel [Donkey Kong] veränderte die Welt, denn es leistete Pionierarbeit auf fast allen möglichen Gebieten gleichzeitig: Figur, Spielprinzip, Musik, Grafiken, Erzählung und Film.“

#### Narrativität der Videospiele
Donkey Kong übte auf die Narrativität der Videospiele großen Einfluss aus. Die Hintergrundgeschichte der meisten damaligen Spiele wurde lediglich in Textform beschrieben, es gab nur Ansätze einer Handlung. Im Kontrast dazu bezeichnen mehrere Videospieljournalisten und Medienwissenschaftler Donkey Kong als das erste Spiel, das eine vollständige Erzählung während des eigentlichen Spielverlaufes und in kurzen Animationen wiedergibt. Es führte eine Erzählstruktur mit Anfang, Mitte und Ende in Videospiele ein. Dementsprechend hält Journalist Kohler das Abschließen der Handlung für die hauptsächliche Motivation neuer Donkey-Kong-Spieler. Im Gegensatz dazu war es eigentliches Ziel vieler Arcade-Spiele, eine möglichst hohe Punktzahl zu erreichen. Dies werde für erfahrenere Spieler des Automaten schließlich ebenfalls zum Ziel, davor bleibe eine hohe Punktzahl aber nur sekundär von Bedeutung.
Zwischenanimationen gingen erst durch Ninja Gaiden (1989) in das Videospielvokabular ein, obgleich Donkey Kong bereits über mehrere Zwischensequenzen verfügte. Der Umstand für die mangelnde zeitgenössische Beachtung der Zwischenszenen in Donkey Kong wird dadurch erklärt, dass der Übergang zwischen Filmszene und eigentlichem Spielablauf kaum erkennbar waren: Die Szenen handeln auf dem gleichen Bildschirm wie das eigentliche Spiel, abgesehen von den Zwischenbildschirmen vor Start eines Levels. Die Zwischensequenzen wurden in das Spiel integriert, ohne die Kontinuität zu unterbrechen. Die Animationen selbst wurden einem Cartoon ähnelnd wahrgenommen, in dessen Handlung der Spieler selbst eingreifen könne. Die große Beliebtheit des Spiels rühre nicht zuletzt von der Verbundenheit zwischen Spielfigur und Konsument, wie Kohler schrieb.
Auch die Darstellung des Protagonisten setzte einen Meilenstein in Donkey Kong, da Jumpman ein differenzierteres Aussehen als vorherige Videospielprotagonisten besitzt. Zum Teil liegt dies an der stärker gewordenen Hardware. Aber Jumpman ist auch als erste Videospielfigur klar als Mensch identifizierbar und um den Aspekt der Emotionen bereichert.
Die Relevanz der Handlung in Donkey Kong macht sich schon bei Betrachtung der Entwicklung des Spiels bemerkbar. Es gilt als erstes Videospiel, bei dem zunächst die Handlung und darauf aufbauend das Spielprinzip erdacht wurde.

#### Bedeutung für Nintendo
Donkey Kong verhinderte den Bankrott der US-amerikanischen Nintendo-Filiale und ermöglichte dem Unternehmen damit, in den dortigen Videospielmarkt einzudringen. Der Automat war Nintendos erster internationaler Erfolg und setzte dadurch in den USA den Grundstein für die spätere Dominanz der dortigen Videospielbranche. Den erwirtschafteten Gewinn investierte Minoru Arakawa im Juli 1982 in den Kauf von 27 Acre (≈ 11 ha) Land für ein größeres NoA-Gebäude.
Shigeru Miyamotos erstes eigenes Projekt wurde zugleich sein erster Erfolg. In der Folge gewährte ihm Nintendo, weitere Spiele zu entwickeln. Im Laufe seiner Karriere schuf Miyamoto bekannte Spiele-Franchises wie Super Mario oder The Legend of Zelda. Heute ist er einer der Nintendo-Manager und überwacht die internen Entwicklungsprozesse. Er gilt bei Videospieljournalisten außerdem als bisher einflussreichster Videospielentwickler.

#### Nachfolger und Spieleserien
Shigeru Miyamoto entwickelte direkt im Anschluss an Donkey Kong Nachfolgespiele, die aber kommerziell weitaus schlechter ausfielen. Das 1982 veröffentlichte Donkey Kong Jr. erzielte etwa 30.000 Verkäufe. Ein Jahr darauf erschien Donkey Kong 3 mit insgesamt bloß 5000 abgesetzten Einheiten. Ein Ableger der Serie wurde das Arcade-Spiel Mario Bros., das ebenfalls 1983 erschien und Marios Bruder Luigi einführte. Nachfolger von Mario Bros. wurde das revolutionäre Super Mario Bros., dem viele weitere Mario-Spiele folgten.
Erst 1994 erschien ein weiteres Spiel mit dem Gorilla als Protagonisten, Donkey Kong Country, entwickelt vom britischen Studio Rare für das SNES. An den Erfolg des Spiels knüpfte die Donkey-Kong-Country-Reihe an. Unregelmäßig erschienen abseits dieser Serie weitere Donkey-Kong-Ableger.

## Highscore

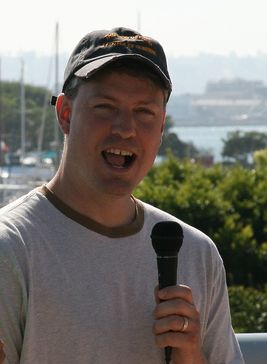
Steve J. Wiebe

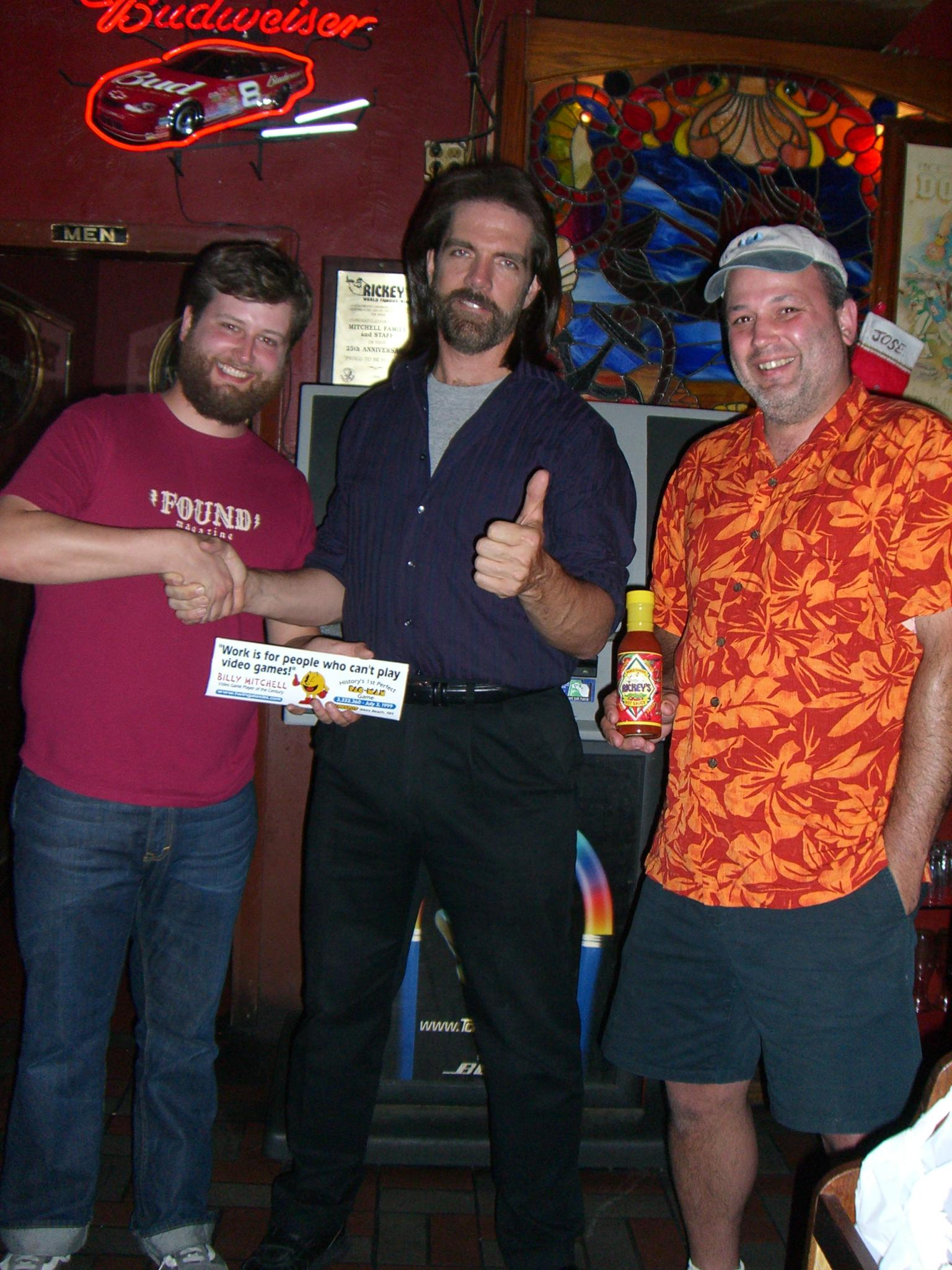
Billy Mitchell (Mitte)

Der Highscore bezeichnet den höchsten Punktestand in einem Videospiel. Um einen möglichst hohen Punktestand haben sich einige Jahre lang Steve Wiebe und Billy Mitchell duelliert. Mitchell hatte nach seiner Angabe als erster Spieler 1982 vor Kameras den Kill-Screen-Level 22 erreicht, was erst 2000 einem weiteren Spieler gelang. Über Mitchell und Wiebe handelt der 2007 erschienene Dokumentarfilm The King of Kong: A Fistful of Quarters. Im Februar 2010 erlangte der 35-jährige Schönheitschirurg Hank S. Chien aus Queens einen neuen Highscore. Chien wurde später von Mitchell entthront, ihn wiederum übertraf danach Wiebe im August 2010. Am 10. Januar 2011 schließlich erlangte Chien 1.068.000 Punkte im Spiel, nachdem er 2:45 Stunden gespielt hatte. 2012 übertraf Chien sich dreimal selbst und erreichte im November 2012 1.138.600 Punkte. Diese wurden 2015 dreimal von Robbie Lakeman und Wes Copeland überboten, zuletzt von Lakeman mit 1.172.100 Punkten. Erneut dreimal überboten diese beiden Spieler 2016 den Höchststand, zuletzt Copeland im Mai 2016 mit 1.218.000 Punkten; er verlor dabei keines seiner drei Leben.
Im März 2011 fand zum 30-jährigen Jubiläum Donkey Kongs in den USA ein Wettbewerb namens Kong Off statt, bei dem die zehn besten Donkey-Kong-Spieler live gegeneinander antraten, darunter Wiebe, Mitchell und Chien. Es wurde dabei kein neuer Weltrekord aufgestellt. Eine Fortsetzung des Wettbewerbs fand unter dem Namen The Kong Off II im Jahr 2012 statt. Die Dokumentarfilmerin Alexis Neophytides begleitete Chien bei seiner Jagd nach dem Weltrekord. Es entstand der 18-minütige Dokumentarfilm Doctor Kong: Cutting Up the Competition, der 2011 erschien.

## Rechtsunsicherheiten und mutmaßliche Plagiate

### Fälschungen

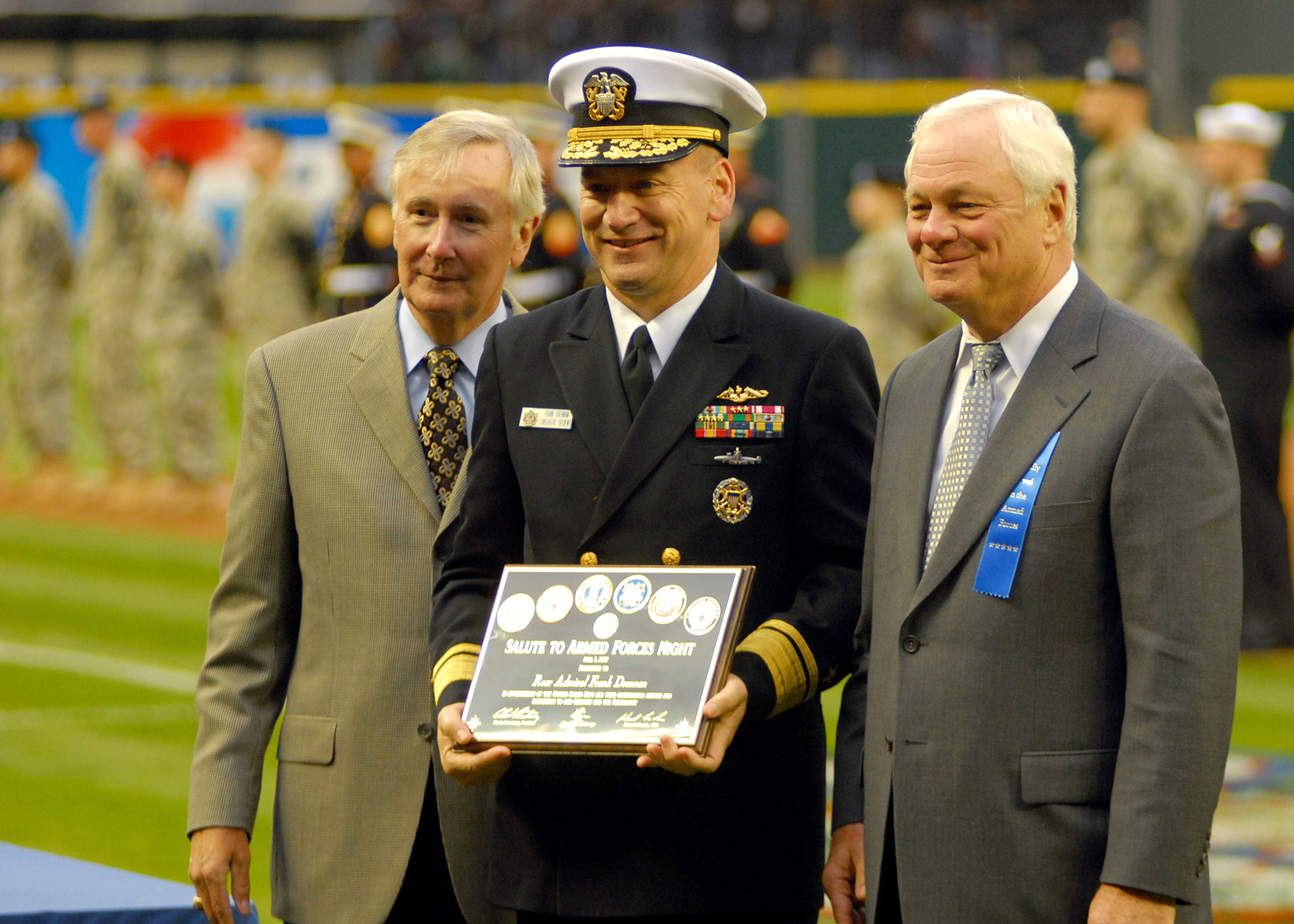
Howard Lincoln (links), ehemaliger Anwalt für Nintendo, später Vizepräsident von NoA, ging gegen Fälscher vor.

Die Beliebtheit des Donkey-Kong-Automaten zog Fälscher ins Spiel: 1982 soll die Hälfte aller Automaten mit dem Titel Donkey Kong gefälscht gewesen sein. Im Auftrag von Nintendo arbeitete der Anwalt Howard Lincoln mit der Polizei zusammen, um Donkey-Kong-Fälscher aufzuspüren und zu verklagen. Durch einen gerichtlichen Beschluss konnten tausende Motherboards und Arcade-Gehäuse beschlagnahmt werden. Insgesamt führte Nintendo Prozesse gegen 35 Unternehmen, die Fälschungen von Donkey Kong anboten. Trotz dieser Bemühungen hat Nintendo durch die Plagiate etwa 100 Millionen Dollar an Ertrag verloren.
Das Arcade-Spiel Crazy Kong wurde von Falcon im November 1981 in Europa veröffentlicht. Oft als Plagiat betitelt, wurde es tatsächlich offiziell für den Markt außerhalb der USA lizenziert. Das Spiel weist starke Ähnlichkeiten zum Originalspiel auf, allerdings auch kleine Änderungen. Auf dem Titelbildschirm wird es als Teil II bezeichnet.

### King Kongvon Tiger Electronics
O. R. Rissman, damaliger Präsident des US-amerikanischen Herstellers von Handheld-Videospielen Tiger Electronics, besuchte im Sommer 1981 Tokio und wurde dort auf Donkey Kong aufmerksam. Zurück in den USA erbat er von den Universal Studios eine Lizenz, um ein Videospiel auf dem Film King Kong und die weiße Frau basierend herstellen zu dürfen. Er dachte irrtümlich, Donkey Kong sei ebenfalls eine Filmumsetzung. Im September erhielt Tiger Electronics die Lizenz für das geplante Videospiel. Im Januar 1982 stellte Vizepräsident Steve Adler nach Begutachtung von Donkey Kong fest, Tiger Electronics wolle in erster Linie nicht eine Lizenz haben, um King Kong umsetzen zu dürfen, sondern um Donkey Kong kopieren zu können.
Im Mai wurde das Übereinkommen daher zunächst aufgelöst, Rissman wollte es aber zurückerlangen. Schließlich ließ Universal eine Umsetzung doch zu, stellte aber Bedingungen. So sollte der Protagonist einen Feuerwehrhelm tragen, die rollenden Fässer durch Bomben ersetzt und anstelle von schrägen Plattformen waagerechte verwendet werden. Dies sollte sicherstellen, dass das Spiel kein bloßer Klon von Donkey Kong werde. Bereits im Juni 1982 wurde das Spiel veröffentlicht, sowohl für Atari 2600 als auch als Handheldspiel.

### Universal City Studios, Inc. vs. Nintendo Co., Ltd.

#### Vorgeschichte
Im April 1982 erfuhr Sid Sheinberg, der damalige Präsident der Universal Studios, von Donkey Kong. Er sah die Hintergrundgeschichte des Spiels die Rechte des Unternehmens an Namen und Charakter King Kong verletzen. Bereits zuvor hatten Universal-Mitarbeiter Bedenken wegen Urheberrechtsproblemen gehabt, dies aber nicht weitergeleitet. Nachdem der Anwalt des Unternehmens, Robert Hald, den Verdacht bestätigt hatte, sprach Sheinberg am 27. April zunächst mit Arnold Greenberg, dem CEO von Coleco, über die Coleco-Portierungen von Donkey Kong.
Am nächsten Tag forderte Universal NoA und Coleco auf, den Verkauf aller Donkey-Kong-Produkte sofort zu stoppen, noch vorhandenes Inventar zu vernichten und alle durch das Spiel eingenommenen Gewinne zu übergeben. Dabei setzte man eine Frist von 48 Stunden und drohte mit einer gerichtlichen Klage.
Coleco einigte sich mit Universal darauf, pro verkauftem Donkey-Kong-Modul 3 Prozent der Einnahmen an Universal zu zahlen. Dies hätte mit sechs Millionen verkauften Einheiten 4,6 Millionen US-Dollar entsprochen. Nintendo kam Universals Forderungen nicht nach, obwohl sie ein ähnliches Übereinkommen gemacht haben sollen. Am 6. Mai verlangten Lincoln und Arakawa stellvertretend für NoA von Universal einen Beweis für den Anspruch auf King Kong. Versprochene Unterlagen, die Universals Besitzrecht für King Kong beweisen sollten, kamen allerdings nie bei Nintendo an.
Bei einem weiteren Treffen am 21. Mai äußerte Arakawa gegenüber Universal, nicht falsch gehandelt zu haben, da das Unternehmen keinen Anspruch auf King Kong habe. Lincoln stufte Universals Anspruch in der Tat als zu schwach ein, um einen möglichen Prozess gewinnen zu können. Sheinberg drohte darauf mit einer Klage und ließ jedem der 50 Donkey-Kong-Lizenznehmer juristische Folgen verheißen. Abgesehen von der Milton Bradley Company, gegen die keine Folgen eingeleitet wurden, gaben alle Lizenznehmer nach.

#### Prozess

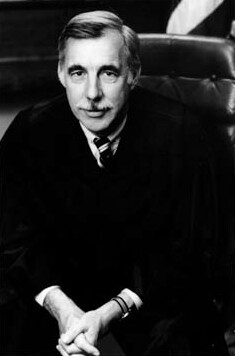
Richter Robert W. Sweet

Am 29. Juni 1982 reichte Universal schließlich im Bundesstaat New York die Klage gegen Nintendo ein. Lincoln und John Kirby, ein weiterer Anwalt, berieten sich in Kyōto mit Yamauchi. Dabei besprachen sie sich auch mit den Spielentwicklern.
Die Verhandlungen fanden in erster Instanz unter Richter Robert W. Sweet statt. Universal argumentierte vor Gericht, die Studios hätten von RKO Pictures, der Produktionsfirma von King Kong, sowie von den Erben des Filmregisseurs Merian C. Cooper die Lizenzen erhalten. Es schien sich aber herauszustellen, dass Universal Studios womöglich nicht im Besitz von King Kong war: Universal hatte die Marke King Kong nie schützen lassen, weshalb sie unter die Public Domain fiele. Es besaß niemand mehr die Urheberrechte und Lizenzen an dem Film.
Universals Anwälte argumentierten, Rechte an Namen und Figur King Kong wegen der Urheberschaft einer Neuauflage des Filmes zu haben. Vor Gericht verglich man schließlich das Original aus dem Jahr 1933 und die Neuauflage von 1976 mit Donkey Kong. Richter Sweet entschied schließlich, Nintendo breche keines von Universals Rechten, da Universal genauso wenig die Rechte des Filmremakes wie die des Originalfilms innehatte. Universal ging zwar in Berufung bis zum Obersten Gerichtshof, verlor aber dort auch.
Der Schaden, der dadurch entstanden war, dass Universal Lizenznehmern von Nintendo gedroht hatte, musste abgeglichen werden. Daneben ergab sich vor Gericht, dass Tiger Electronics Spiel King Kong, Donkey Kong zu sehr ähnele, sodass Nintendo entweder gesetzlichen Schadensersatz oder aber das Geld, das Universal durch die Lizenzierung eingenommen hatte, hätte fordern dürfen. Nintendo entschied sich für Letzteres, sodass Universal 56.689,41 $ an Nintendo auszahlen musste.
Am 25. Juli 1985 wurde Universal verurteilt, Kosten in Höhe von 1,8 Millionen $ zu erstatten. Dies markierte das endgültige Ende des Rechtsstreits, der als Universal City Studios, Inc. vs. Nintendo Co., Ltd. in die Geschichte einging. Inzwischen war Coleco wegen des Zusammenbruchs des Videospielmarktes 1983 aus dem Videospielgeschäft ausgestiegen.

### Rechtsstreit um den Quellcode
Nintendo produzierte wegen der hohen Anfrage an Donkey-Kong-Automaten selber weitere Geräte, als das ursprüngliche Inventar von 8.000 Exemplaren aufgebraucht war. Im Dezember 1982 wurde vor Gericht in einem Fall um Space Invaders Part II entschieden, dass Programmcode urheberrechtlich geschütztes Material darstelle. Dem Vertrag zwischen Nintendo und den Programmierern Ikegami (siehe Abschnitt Programmierung und Herstellung) war nicht zu entnehmen, welches der Unternehmen Besitzrechte am Quelltext von Donkey Kong besaß. Beide Unternehmen beanspruchten die Rechte für sich. Im Vertrag hieß es, Nintendo dürfte Donkey Kong nicht kopieren, weshalb Ikegami 10 % der bisherigen Einnahmen forderte – es sollen zu diesem Zeitpunkt bis zu 100.000 Automaten verkauft worden sein, der Löwenanteil dabei von Nintendo hergestellt.
Während Ikegami die Zusammenarbeit mit Nintendo beendet hatte und Spiele für Nintendos damalige Konkurrenz SEGA entwickelte (darunter Zaxxon, Arcade 1982, oder Congo Bongo, Arcade 1983), fand Nintendo einen neuen Partner in Iwasaki Giken. Shigeru Miyamoto konzipierte inzwischen den Nachfolger Donkey Kong jr. Um diesen programmieren zu können, konstruierte Iwasaki um März 1982 das Originalspiel nach; Donkey Kong jr. basiert auf modifiziertem Donkey-Kong-Quelltext. Weil Ikegami behauptete, Nintendo verletze nun sowohl mit Donkey Kong als auch mit dessen Nachfolger das Urheberrecht, ging man im Juli 1983 vor Gericht und forderte als Entschädigung für Donkey Kong 580 Millionen Yen, für Donkey Kong jr eine unbekannte Summe. Erst am 26. März 1990 wurde der Prozess entschieden, als Ikegami bereits nicht mehr Spieleprogrammierer war. Es wurde festgestellt, dass Nintendo keine Rechte am Donkey-Kong-Quelltext besaß. Die beiden Unternehmen einigten sich auf eine nicht bekannte Summe.

## Portierungen und Neuauflagen
Donkey Kong genoss als Automatenspiel schnell großen Erfolg, weshalb das Spiel nach und nach für viele der damals gängigen Heimkonsolen und -Computer portiert wurde. Viele der einzelnen Portierungen wurden ebenfalls kommerziell erfolgreich, einige von ihnen sind auch im videospielhistorischen Kontext von Relevanz. Eine Portierung als Nintendo Game & Watch wurde über eine Million Mal verkauft. Für Heimkonsolen- und Computer-Versionen verteilte Nintendo Lizenzen an Coleco beziehungsweise Atari. So wurde der Großteil der Heimcomputer-Portierungen für Atari entwickelt. Coleco brachte zunächst eine Version für das hauseigene ColecoVision heraus, die zusammen mit dem System verkauft wurde und dessen Erfolg ermöglichte. Später kamen Coleco-Portierungen für Intellivision und Atari 2600 heraus, Letztere allein ging etwa 4 Millionen Mal über die Ladentheke. Ende 1983 hatte Coleco insgesamt 6 Millionen Donkey-Kong-Module verkauft. Dies trug zur Marktfestigung des Unternehmens bei. Später gab Nintendo eine Portierung für das Famicom/Nintendo Entertainment System heraus.
Bis heute wurde Donkey Kong mehrmals neu aufgelegt. Fast immer wurde dabei nicht die Arcade-, sondern die NES-Fassung wiederveröffentlicht.

### Portierungen

#### Game & Watch

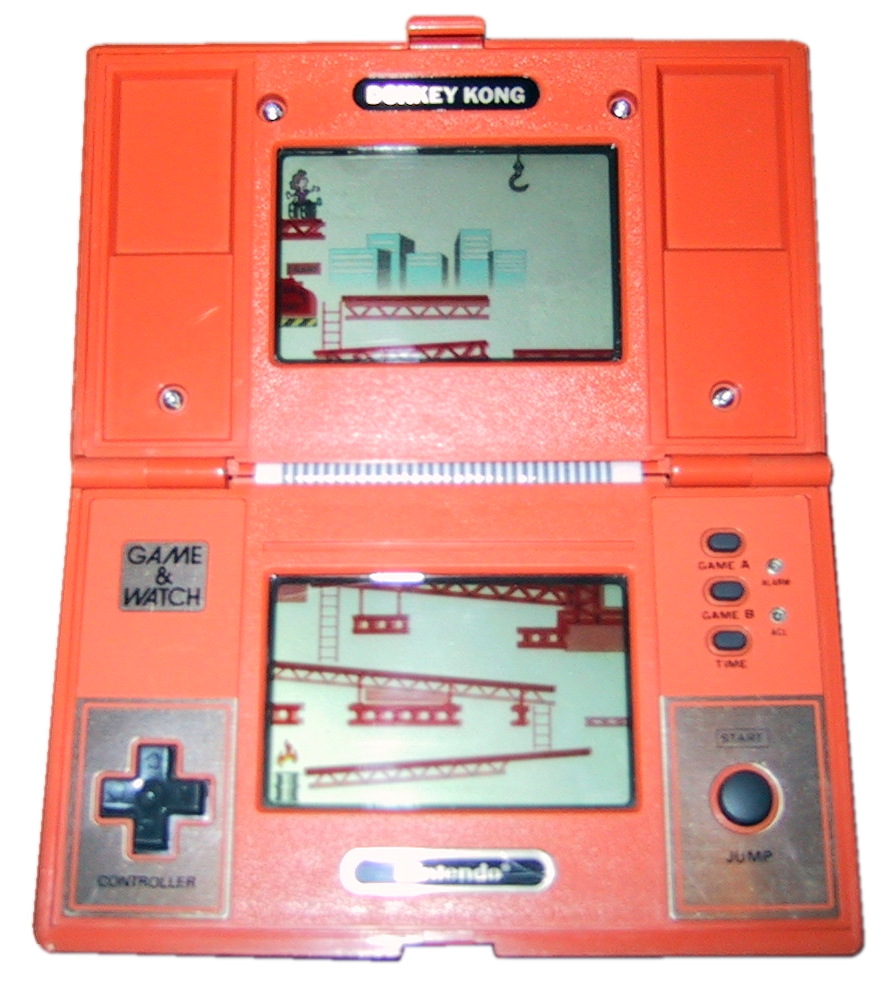
Donkey Kong Game & Watch

Nintendo veröffentlichte ab 1980 Game-&-Watch-Geräte. Dabei handelt es sich um LCD-Spielgeräte, von denen insgesamt 60 verschiedene herauskamen. Unter der Leitung von Yokoi und Satoru Okada entstand auch Donkey Kong als Game & Watch. Das Spiel kann allein oder zu zweit gespielt werden, bietet vier Schwierigkeitsgrade und gehört zu der Gruppe Multi Screen, besitzt also zwei Bildschirme und kann zusammengeklappt werden. Das Spielprinzip ist abgeändert worden und simpler. Donkey Kong erschien als Game & Watch am 3. Juni 1982, in Deutschland wurde es ab 1982 von Bienengräber & Co. unter dem Label Tricotronic vertrieben. Es verkaufte sich weltweit etwa eine Million Mal.

#### Zusammenarbeit zwischen Nintendo und Coleco

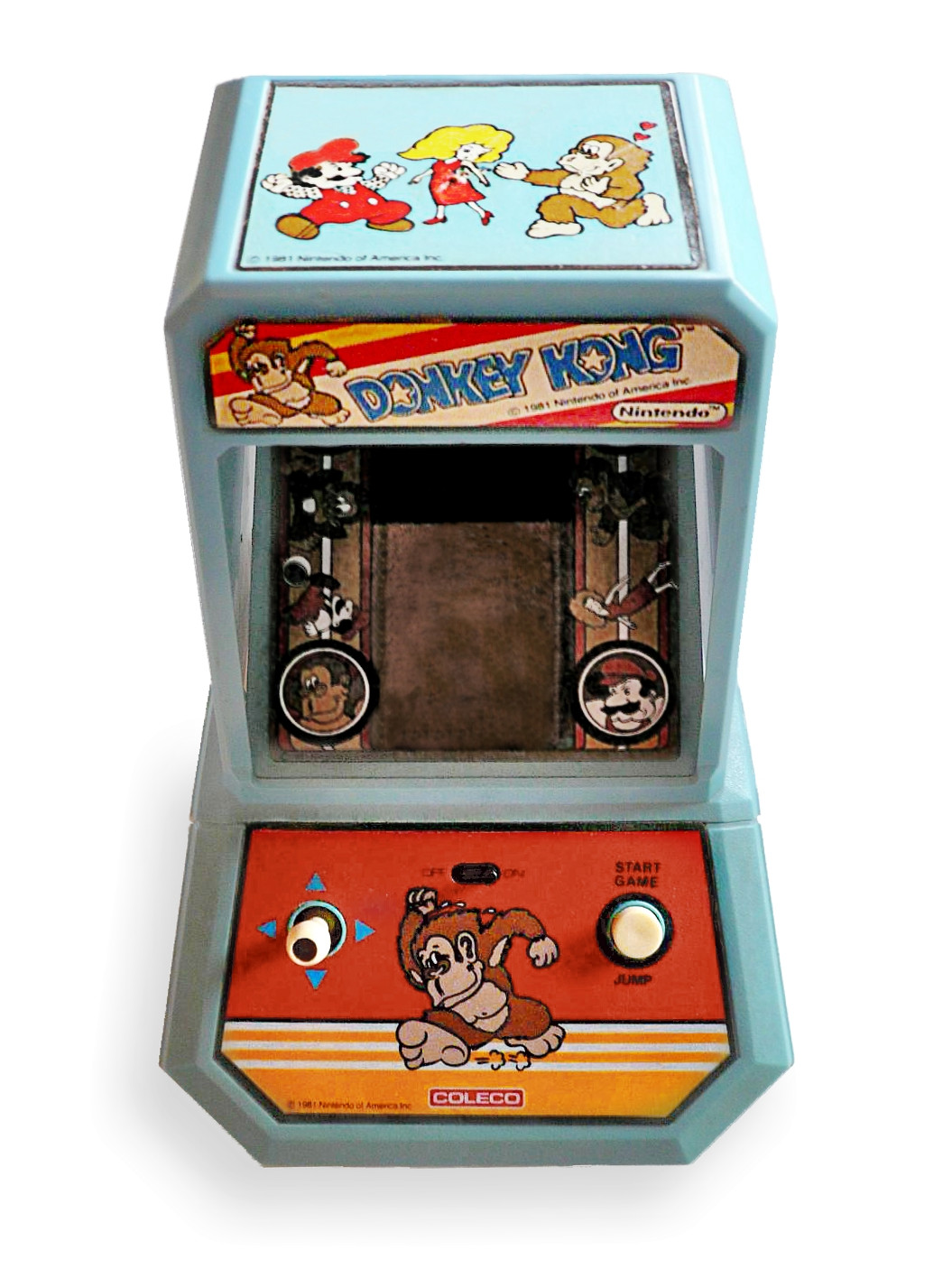
Tabletop-Donkey-Kong

Um Weihnachten 1981 entschloss sich NoA, Donkey-Kong auch auf Heimkonsolen anbieten zu wollen. Trotz des bisherigen Erfolges war das Unternehmen noch klein und hatte keine eigene Heimkonsole, es war also die Zusammenarbeit mit einem Heimkonsolen-Hersteller vonnöten. Atari, Coleco und Mattel, die alle drei damals um den Heimkonsolenmarkt kämpften, wollten mit Nintendo kooperieren. Coleco fragte dafür direkt bei Yamauchi in Japan an und erhielt die Lizenzen für Donkey Kong, um eine Umsetzung für die hauseigene Konsole, ColecoVision, zu entwickeln. Am 1. Februar 1982 wurde ein Vertrag unterschrieben, der Nintendo von der Verantwortung für Colecos Portierung ausschloss. Der Vertrag sah vor, dass Nintendo für jede verkaufte Coleco-Portierung $ 1,40 erhielt. Für eine Tabletop-Donkey-Kong-Umsetzung von Coleco gingen pro Exemplar $ 1,00 an Nintendo. Daneben zahlte Coleco einen nicht bekannten Betrag.

#### Portierung für ColecoVision

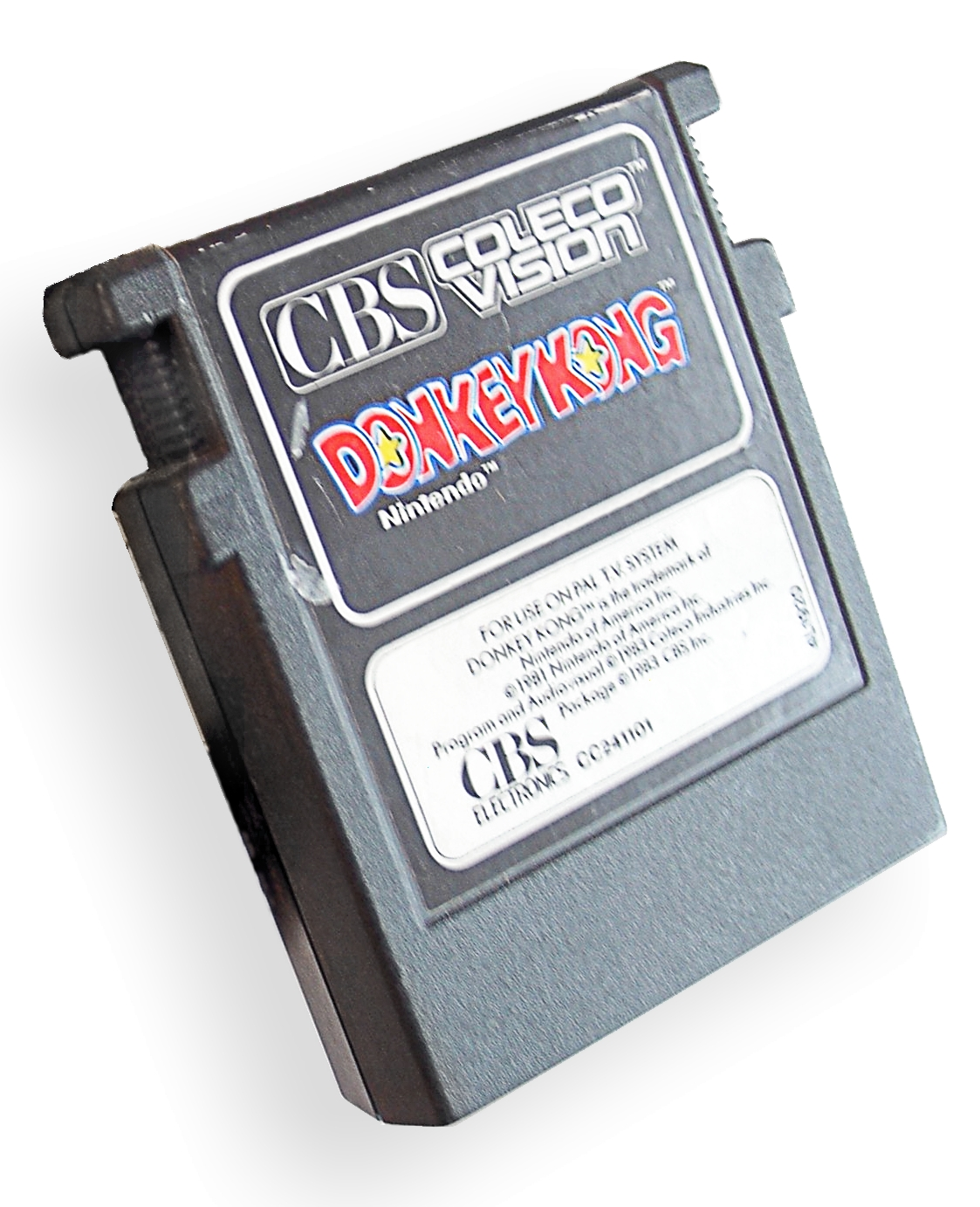
Donkey-Kong-Modul für ColecoVision (rechts)

Im Juli 1982 veröffentlichte Coleco die ColecoVision-Konsole zusammen mit der zugehörigen Portierung von Donkey Kong als Bundle. Die Fassung kann allein oder zu zweit gespielt werden und bietet vier Schwierigkeitsgrade. Seinerzeit wurde sie besonders wegen Steuerung und Sound sehr gelobt und gilt noch heute als eine der besten Donkey-Kong-Portierungen. Sie beinhaltet aber nur drei Level und weitere kleine Auslassungen.
Dass die Portierung als Bundle mit dem System verkauft wurde, trug maßgeblich zum Erfolg des ColecoVision bei. Manny Gerard, Vizepräsident von Warner Communications, dem damaligen Eigentümer von Atari, hält es für unmöglich, dass Coleco ohne Nintendos Hilfe in den Heimkonsolenmarkt eingedrungen wäre. Ende Dezember 1983 hatte Coleco insgesamt 6 Millionen Donkey-Kong-Module verkauft Infolge des Zusammenbruchs des Videospielmarktes 1983 musste Coleco aber 1987 Insolvenz anmelden.

#### Atari 2600 und Intellivision

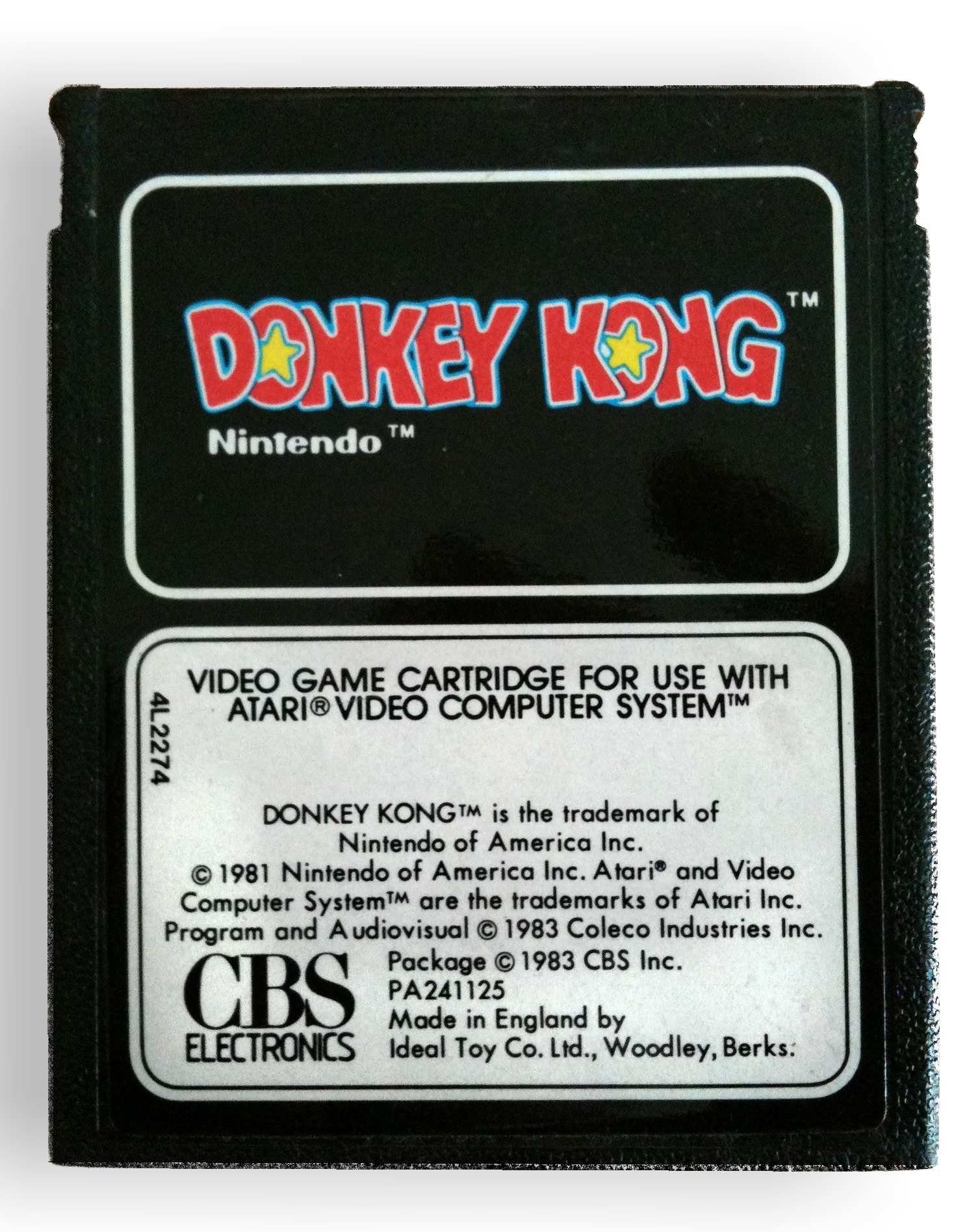
Das Modul der Atari-2600-Version von Donkey Kong

Anfang 1983 brachte Coleco eine Portierung von Donkey Kong für die Heimkonsole Atari 2600 heraus, programmiert von Garry Kitchen. Sie kann nur allein gespielt werden und beinhaltet zwei der vier Level aus der Arcade-Version. Sowohl Grafik als auch Ton gelten als sehr schlecht. Bei IGN befindet sich die Portierung auf Platz 10 der schlechtesten Arcade-Portierungen für Heimkonsolen
Trotz der schlechten Qualität wurde die Atari-2600-Portierung ein großer kommerzieller Erfolg: Mit vier Millionen abgesetzten Einheiten erzielte sie einen Umsatz von 100 Millionen $ und ist die erfolgreichste Heim-Adaption von Donkey Kong. Zugleich veröffentlichte Coleco eine Version für Intellivision.
Über die dahinter stehende Verkaufsstrategie äußerte sich der Coleco-Mitarbeiter Michael Katz: „Wir wussten, dass wir ein heißes Stück Software brauchten, um das Produkt herauszubringen, denn Software verkauft Hardware. Wir bekamen es von einer kleinen Firma namens Nintendo – Donkey Kong. Donkey Kong war die ersten sechs Monate exklusiv für ColecoVision, und wir packten es mit in das System. Wenn man ein Atari [2600] oder Intellivision besaß, konnte man Donkey Kong die ersten sechs Monate nicht bekommen. Es war eine ziemlich gute Vertriebsstrategie. Sechs Monate später, als genug Personen ColecoVision gekauft hatten, wollten wir durch die Atari- und Intellivision-Besitzer Gewinn ziehen, also verkauften wir Donkey Kong als Third-Party-Software.“

#### Coleco Adam
1983 stellte Coleco auf der Summer Consumer Electronics Show (CES) in Chicago seinen neuen Heimcomputer Coleco Adam vor und zugleich eine Donkey-Kong-Portierung für das Gerät. Zu diesem Zeitpunkt war im Gespräch, dass Atari das gerade in Japan erschienene Famicom für Nintendo in den USA herausbringen sollte. So waren auch Yamauchi und Arakawa bei der CES. Statt einer Einigung aber begegneten sie dem Atari-Präsidenten Ray Kassar, der behauptete, Colecos Portierung stelle eine Verletzung des Vertrags mit Atari dar. Nintendo hatte Atari die Rechte an Umsetzungen für Disketten-betriebene Systeme, Coleco hingegen für Cartridge-basierte ausgehändigt; Coleco Adam verwendete Cartridges. Irrtümlicherweise dachte Kassar, Coleco hätte nur Heimkonsolen-, Atari Computer-Portierungen produzieren dürfen. Er behauptete, Nintendo hätte die Rechte heimlich an Coleco verkauft und drohte, das Famicom nicht zu vertreiben.
Noch am selben Tag arrangierte Yamauchi ein Treffen mit Coleco-Präsident Greenberg und Weiteren. Er erreichte dort einen Rückzug Colecos, obwohl Coleco im Recht war. Dennoch vertrieb Atari das Famicom nicht: Kassar wurde im folgenden Monat entlassen und dem Unternehmen fehlte zum Vertrieb das nötige Geld.

#### Famicom/Nintendo Entertainment System
Am 15. Juli 1983 veröffentlichte Nintendo in Japan das Famicom. Einer der Starttitel war eine Portierung von Donkey Kong. Für die außerjapanische Version der Konsole, dem Nintendo Entertainment System (NES), kam diese Fassung in den USA 1986 heraus, in Europa im Oktober des Jahres. Programmiert hat sie Toshihiko Nakagō.
Die Famicom-Version war ein großer Kaufgrund für die Konsole. Zwar fehlten – angeblich aufgrund des geringen Speicherplatzes – alle Filmsequenzen bis auf die Abschlussanimation, sowie ein Level. Die gleichen Auslassungen weist auch die NES-Version auf. Die Animationen und die Steuerung aber galten als gut gelungen, die Musik als exakte Reproduktion, lediglich die Toneffekte entsprachen nicht dem Original. Kritiker nennen die Famicom-Portierung eine der besten.
Donkey Kong Classics erschien im Oktober 1988 für das NES, einige Jahre zuvor war es für das Famicom herausgekommen. Neben einer Donkey-Kong-Version beinhaltet sie auch Donkey Kong jr. und einen Auswahlbildschirm. Auch diese Portierung beinhaltet dieselben Auslassungen.

### Neuauflagen

#### Game Boy/GameCube/Game Boy Advance
Im Juni bzw. in Europa im September 1994 erschien ein Spiel namens Donkey Kong für den Game Boy. Die ersten vier Level basieren auf dem Arcade-Spiel, insgesamt enthält das Spiel 100 Level und völlig andere Spielkonzepte. Das Spiel begründete die Serie Mario vs. Donkey Kong.
Im Dezember 2001 erschien das Simulationsspiel Animal Forest in Japan für das N64, im September des folgenden Jahres in Amerika und Europa als Animal Crossing für den GameCube. Dort kann die NES-Version von Donkey Kong freigespielt werden. Mit einem Verbindungskabel kann das Spiel auf den Game Boy Advance (GBA) übertragen werden. Da sich das heruntergeladene Spiel im Arbeitsspeicher der Konsole befindet, wird es gelöscht, sobald das System ausgeschaltet wird.

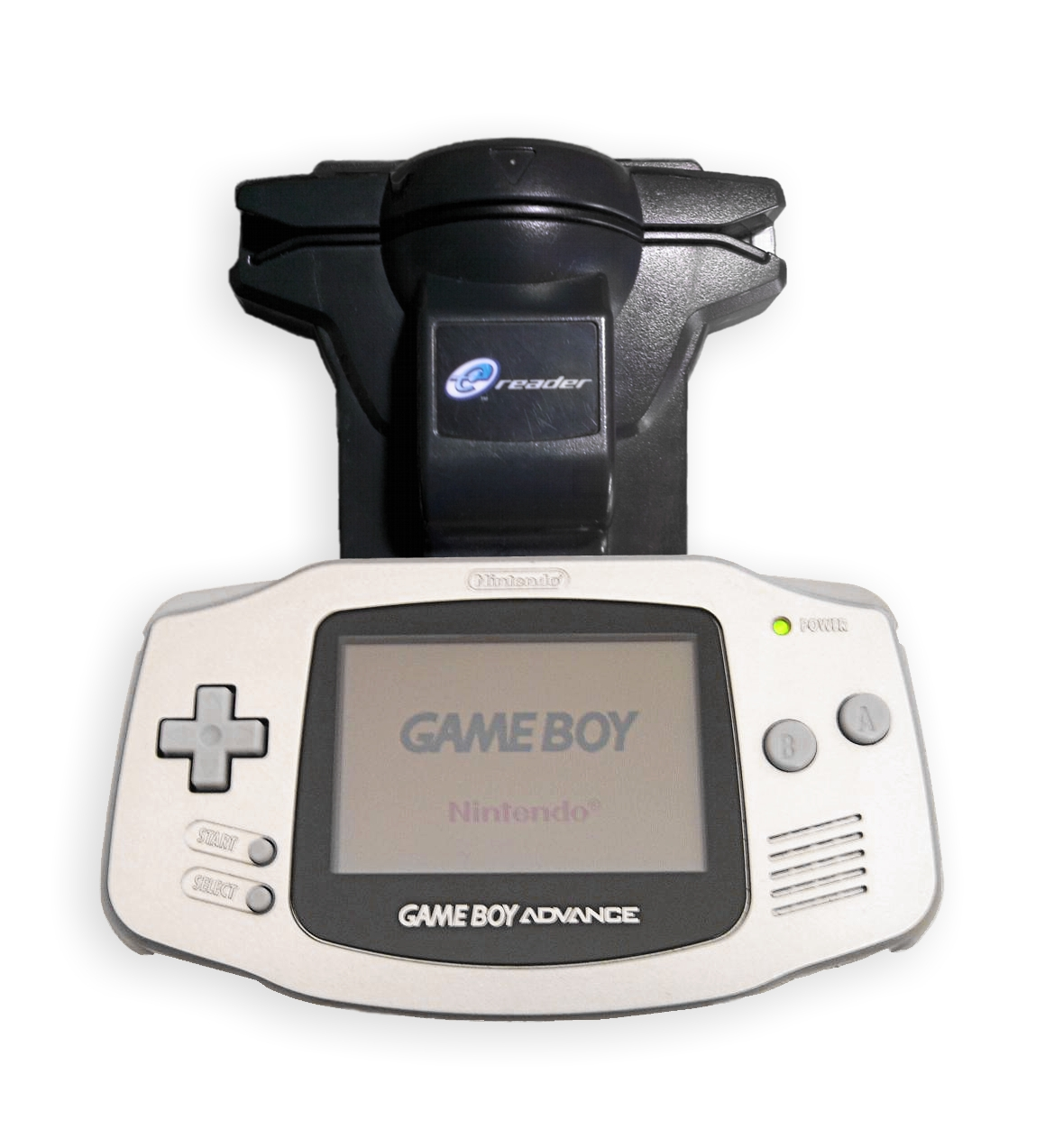
Game Boy Advance mit eingestecktem e-Reader

Im November 2002 kam Donkey Kong-e für den Nintendo e-Reader heraus, der nur in Japan erhältlich war. Die Spiele in Kartenform werden von dem e-Reader gelesen und können dann auf dem GBA gespielt werden. Bei dieser Version von Donkey Kong handelt es sich abermals um die NES-Portierung.
Donkey Kong wurde im Rahmen der NES-Classic-Reihe für den GBA in Japan am 7. Juni 2004 herausgebracht. Dies war die erste Donkey-Kong-Neuauflage für den GBA, die in Modulform vorlag. Ergänzt wurde ein Zweispielermodus via Link-Kabel und eine Highscoreliste, die auf dem Modul abgespeichert wird.

#### Donkey Kongals freischaltbarer oder herunterladbarer Inhalt
Am 8. Dezember 2006 erschien Donkey Kong als Virtual-Console-Spiel in herunterladbarer Form für die Nintendo Wii. Lucas M. Thomas von IGN empfahl 2011 diese Neuveröffentlichung nicht, weil sie auf der gekürzten NES-Version basiert. „Dies ist nicht das vollständige Donkey Kong. Nicht das erste Meisterwerk-Spiel, das Shigeru Miyamotos Karriere gesichert hat. Es ist eine geschnittene, zusammengefasste und kompromittierte Version, deren Vermarktung jetzt wirklich aufhören muss.“
Donkey Kong kann im Spiel Donkey Kong 64 (N64, 1999) freigeschaltet werden, dort allerdings die Arcade-Version. Weiter ist Donkey Kong zeitlich beschränkt nach Freischaltung in Super Smash Bros. Brawl (Wii, 2008) anspielbar. Außerdem ist einer der Level aus dem Spiel als Stage vorhanden. Für die Stage erstellte Hirokazu Tanaka ein Arrangement basierend auf den Toneffekten, die er für das Arcade-Spiel erstellt hatte.
Anlässlich des 25. Jubiläums der Super-Mario-Reihe 2010 brachte Nintendo eine spezielle rote Wii-Konsole heraus. Exklusiv in der europäischen Version ist eine Portierung von Donkey Kong vorinstalliert. Diese basiert zwar auf der NES-Version, enthält aber die dort weggelassenen Animationen und den fehlenden Level.
In Nintendo Land, einer Sammlung von zwölf Minispielen, die zusammen mit der Wii U herauskam, gibt es ein Minispiel, das auf dem Arcade-Spiel Donkey Kong basiert: Donkey Kong’s Crash Course. Die im Westen 1986 erschienene NES-Portierung wurde von Nintendo am 15. Juli 2013 für die Wii U digital wiederveröffentlicht.